# Слон і моська
«Слон і моська» — кінофільм режисера Павла Ігнатова, що вийшов на екрани в 2010 році.

## Зміст
За плечима Андрія три терміни війни в Чечні. Він пройшов через пекло і тепер намагається налагодити своє мирне життя. Це не так просто, адже він сам виховує доньку-підлітка, яка постійно влаштовує йому нові неприємності, і змушений миритися зі станом охоронця в клубі для багатих нероб. Та, можливо, доля подарувала йому шанс знайти в житті душевний спокій, коли зводить героя з симпатичною Світланою.

## Ролі
| Актор             | Роль |
| ----------------- | ---- |
| Тетяна Черкасова  | -    |
| Олександр Робак   | -    |
| Марія Звонарьова  | -    |
| Євген Мундум      | -    |
| Дар'я Хорошилова  | -    |
| Олександр Макогон | -    |
| Максим Лагашкін   | -    |
| Катерина Стулова  | -    |
| Дмитро Лавров     | -    |
| Сергій Чірков     | -    |

## Знімальна група
- Режисер — Павло Ігнатов
- Сценарист — Павло Ігнатов